# Mâlosu
Mâlosu – wieś w Rumunii, w okręgu Bacău, w gminie Lipova. W 2011 roku liczyła 953 mieszkańców.